# Oscypek

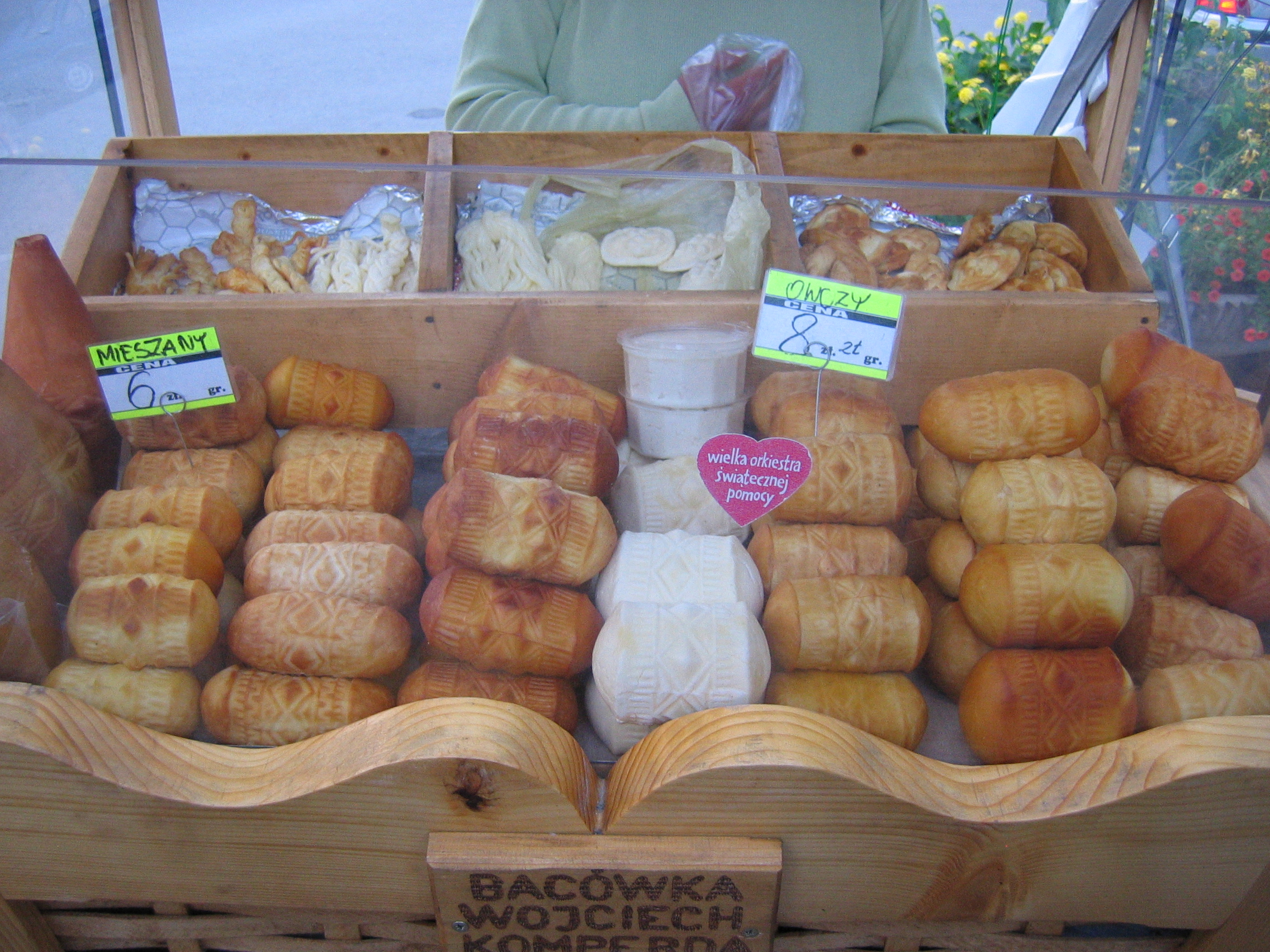
Oscypek a la venda en una parada de la ciutat de Zakopane

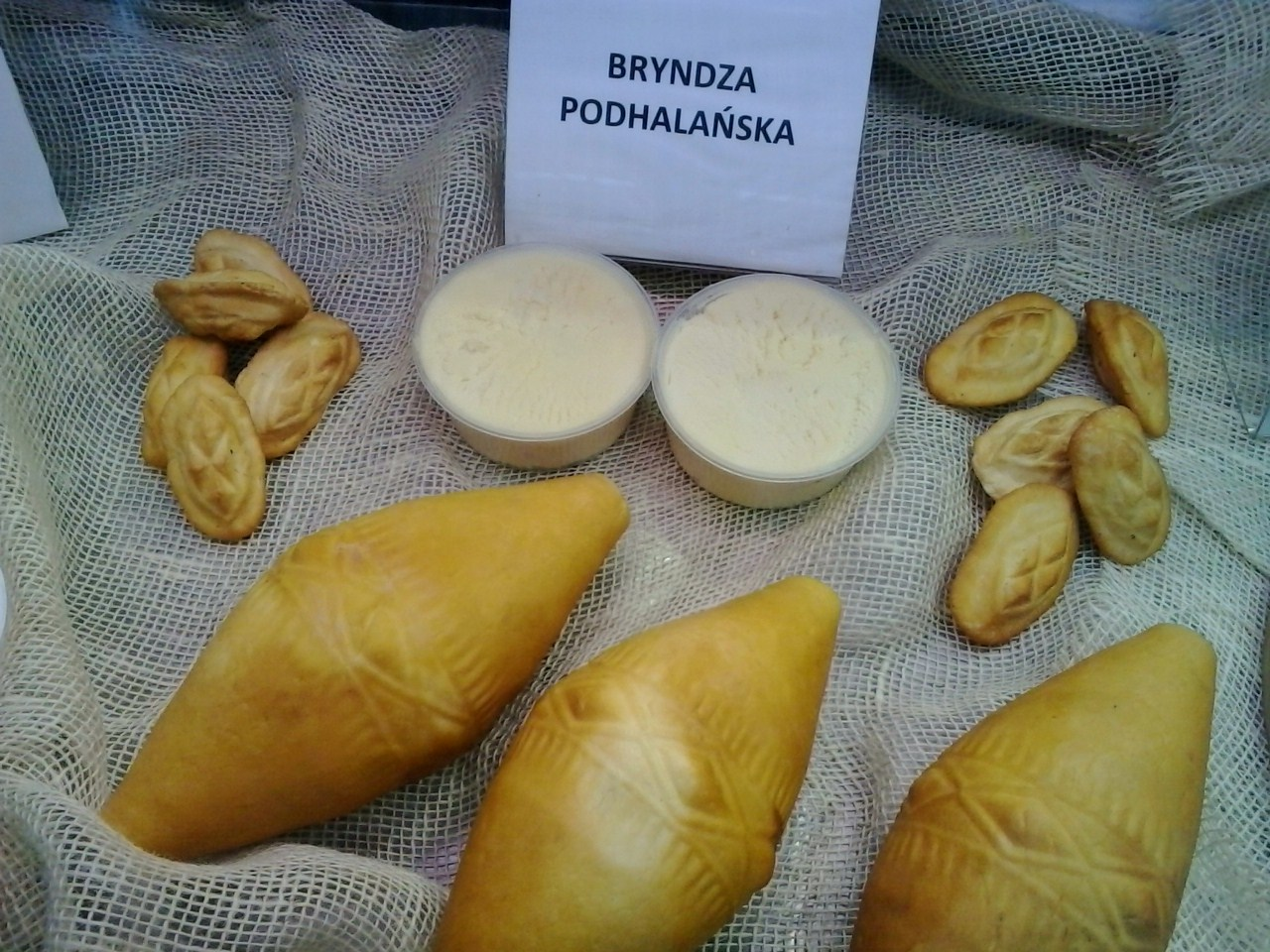
3 peces de formatge oscypek (a la part inferior)

L'oscypek és un formatge polonès, fumat i de pasta cuita a base de llet d'ovella i amb un 45% de matèria grassa en l'extracte sec.

## Origen
És originari del parc nacional dels Alts Tatres, on viu una de les comunitats de pastors d'ovelles més antigues d'Europa (la cria de bestiar oví hi és documentada des del segle xiii i l'elaboració de l'oscypek d'ençà del xiv): els pastors de Valàquia van portar la cria d'ovelles i la tècnica de tractament de la llet a aquesta banda dels Carpats polonesos. La llet per a elaborar l'oscypek prové d'exemplars d'ovella zackel, una raça hongaresa que s'hi ha aclimatat perfectament en els darrers tres o quatre segles.

## Elaboració
Aquest formatge fumat s'elabora només des del maig fins al setembre a les cabanes dels pastors de muntanya a base de llet fresca d'ovella. Per a la seua fabricació s'escalfa la llet en bótes de coure, es qualla, es talla la massa quallada i s'introdueix en dipòsits de fusta, als quals s'afegeix aigua calenta. La massa es pasta intensament a mà, es torna a coure amb aigua bullent i es torna a pastar. Un cop obtinguda, la pasta elàstica resultant s'introdueix en el típic motlle amb forma de caragol i proveït, en el seu interior, d'ornaments tallats: d'aquesta manera, aquest formatge de muntanya mostra en la seua superfície uns dibuixos característics. Seguidament, es deixa assecar en prestatges de fusta a la cabana de fumats on madura entre 2 i 3 mesos.

## Característiques
Pesa entre 600 i 800 g i té una longitud de 20 cm. A Polònia se sol fer a la graella i, gràcies al fumat, la seua superfície adopta un to daurat (entre el llimona pàl·lid i el marró segons el fumatge) i el seu sabor evoca el de les castanyes madures.

## Observacions
A l'antiguitat es va emprar com a mitjà de pagament i, avui en dia, és menjat com a aperitiu, en entrepans i amanides o llescat finament per a consumir-ho amb vi, vodka o cervesa. Després d'una llarga disputa sobre sobre la sol·licitud de Denominació d'Origen Protegida, Polònia i Eslovàquia van acordar que les dues diferents denominacions d'aquest formatge serien legítimes: oscypek a Polònia i slovensktiepok a Eslovàquia (les úniques diferències entre tots dos són la proporció de llurs ingredients, el procés de fabricació i les característiques del producte final).